# رون لیوینگستون
رون لیوینگستون (انگلیسی: Ron Livingstone; ۹ اکتبر ۱۹۲۵ – ۲۶ اوت ۱۹۹۱) بازیکن بسکتبال اهل ایالات متحده آمریکا بود.
از باشگاه‌هایی که در آن بازی کرده‌است می‌توان به گلدن استیت واریرز اشاره کرد.